# Björn Odendahl
Björn Odendahl (* 17. September 1984 in Gelsenkirchen) ist ein deutscher Journalist.
Odendahl studierte Katholische Theologie in Bochum. Nach freier Mitarbeit in säkularen und kirchlichen Medien absolvierte er ein Volontariat beim Institut zur Förderung publizistischen Nachwuchses (ifp) in München und bei der Essener Kirchenzeitung RuhrWort. Anschließend war er dort als Redakteur tätig. 2013 wechselte er zu katholisch.de, dem Internetportal der römisch-katholischen Kirche in Deutschland. Im Jahr 2018 wurde er zunächst Chef vom Dienst, seit 2020 ist er Redaktionsleiter.
Odendahl ist Mitglied der Jury des Pater-Wolfgang-Seibel-Preises, der durch den  Förderverein des ifp verliehen wird.